# ویلی گیلیس
ویلی گیلیس (انگلیسی: Willie Gillis) شخصیتی خیالی است که توسط نورمن راکول برای یک مجموعه نقاشی مربوط به جنگ جهانی دوم خلق شده و بین سال‌های ۱۹۴۱ تا ۱۹۴۶ روی جلد مجله ستردی ایونینگ پست چاپ شده است. ویلی گیلیس با درجه سرباز وظیفه، فردی معمولی است که حوادث دوران خدمتش از اعزام تا ترخیص و بدون نمایش او در صحنه نبرد روی جلد مجله پست ظاهر شد. مدل‌های گیلیس و دوست دخترش، دو تن از آشنایان راکول بودند.
با اینکه گیلیس منحصراً در پست استفاده نمی‌شد، مجموعه جلدهای گیلیس مشخصه آثار دوران جنگ راکول به حساب می‌آید. در ابتدا و اوج محبوبیت راکول، پست ۴ میلیون مشترک داشت که بسیاری از آنها گمان می‌کردند گیلیس شخصی واقعی است. هنر دوران جنگ راکول شامل ویلی گیلیس، آزادی‌های چهارگانه و رزی پرچ‌کن به موفقیت فروش اوراق قرضه جنگی کمک کردند.
از ۱۹۹۹ مجموعه گیلیس در دو تور بزرگ راکول گنجانده شده بود. از ۱۹۹۹ تا ۲۰۰۲ این مجموعه به عنوان بخشی از بازدید گذشته‌نگر کاور آرت راکول در پست دیده می‌شد و از ۲۰۰۶ تا ۲۰۱۰ نیز به عنوان بخشی از نمایشگاه ۱۹۴۰ جنگ جهانی دوم راکول، از آنها بازدید می‌شد.